# قرار مجلس الأمن التابع للأمم المتحدة رقم 286
صدر قرار مجلس الأمن التابع للأمم المتحدة رقم 286 في 9 سبتمبر 1970، وإذ ساوره بالغ القلق إزاء التهديد الذي يتعرض له المدنيون الأبرياء من اختطاف الطائرات ورحلات السفر الدولية الأخرى، ناشد المجلس جميع الأطراف المعنية الإفراج الفوري عن جميع الركاب والأطقم دون استثناء بسبب عمليات الاختطاف والتدخلات الأخرى في السفر الدولي ودعت الدول إلى اتخاذ جميع التدابير القانونية الممكنة لمنع المزيد من عمليات الاختطاف والتدخل في السفر الجوي المدني الدولي.